# Чељабинска митрополија
Чељабинска митрополија (рус. Челябинская митрополия) митрополија је Руске православне цркве.
Образована је одлуком Светог синода од 26. јула 2012, а налази се у оквиру граница Чељабинске области. У њеном саставу се налазе четири епархије: Чељабинска, Магнитогорска, Тројицка и Златоустовска.